# Curling-Pazifikmeisterschaft 2005
Die Curling-Pazifikmeisterschaft 2005 fand vom 2. bis 7. Dezember in Taipei, Taiwan statt.

## Turnier der Männer

### Teilnehmer
| Australien | Volksrepublik China                                                                                        | Chinesisch Taipeh                                                                                           |
| --- | --- | --- |
| Fourth: Ian Palangio Third: Hugh Millikin Second: Ricky Tasker Lead: Mike Woloschuk Alternate:                     | Fourth: Xu Xiaoming Third: Li Hongchen Second: Wang Fengchun Lead: Liu Rui Alternate: Ma Yongjun           | Fourth: Nicolas Hsu Third: Brendon Liu Second: Men-Ju Wu Lead: Steve Koo Alternate: Ian Lu                  |
| Japan | Südkorea                                                                                                   | Neuseeland                                                                                                  |
| Fourth: Yoshiyuki Ōmiya Third: Makoto Tsuruga Second: Kazuhiko Ikawa Lead: Yuji Hirama Alternate: Tsuyoshi Ryutaki | Fourth: Jong Chul Baek Third: Jae Ho Lee Second: Se Young Yang Lead: Young il Kwon Alternate: Kwon il Park | Fourth: Sean Becker Third: Hans Frauenlob Second: Dan Mustapic Lead: Lorne De Pape Alternate: Warren Dobson |

### Round Robin
| Datum | Zeit  | Begegnung                               | Resultat |
| ----- | ----- | --------------------------------------- | -------- |
| 2.12. | 08:30 | Südkorea – Australien                   | 4:8      |
|       |       | Volksrepublik China – Neuseeland        | 4:5      |
|       |       | Japan – Chinesisch Taipeh               | 5:7      |
|       | 18:00 | Australien – Chinesisch Taipeh          | 7:6      |
|       |       | Volksrepublik China – Südkorea          | 7:6      |
|       |       | Neuseeland – Japan                      | 4:9      |
| 3.12. | 13:30 | Japan – Volksrepublik China             | 4:9      |
|       |       | Neuseeland – Australien                 | 7:6      |
|       |       | Chinesisch Taipeh – Südkorea            | 6:10     |
| 4.12. | 09:00 | Neuseeland – Chinesisch Taipeh          | 8:2      |
|       |       | Südkorea – Japan                        | 5:7      |
|       |       | Australien – Volksrepublik China        | 5:6      |
|       | 18:00 | Chinesisch Taipeh – Volksrepublik China | 4:7      |
|       |       | Australien – Japan                      | 9:5      |
|       |       | Südkorea – Neuseeland                   | 5:7      |

| Platz | Team                | Spiele | Siege | Ndlg. |
| ----- | ------------------- | ------ | ----- | ----- |
| 1.    | Neuseeland          | 5      | 4     | 1     |
| 2.    | Volksrepublik China | 5      | 4     | 1     |
| 3.    | Australien          | 5      | 3     | 2     |
| 4.    | Japan               | 5      | 2     | 3     |
| 5.    | Südkorea            | 5      | 1     | 4     |
| 6.    | Chinesisch Taipeh   | 5      | 1     | 4     |

### Play-off
|  | Halbfinale | Halbfinale          | Halbfinale | Halbfinale | Halbfinale |            |       | Finale | Finale | Finale |
|  |            |                     |            |            |            |            |       |        |        |        |
|  | 1          | Neuseeland          | 11         | 4          | 4          |            |       |        |        |        |
|  | 4          | Japan               | 6          | 8          | 6          |            |       |        |        |        |
|  | 4          | Japan               | 6          | 8          | 6          |            | Japan | 3      |        |        |
|  |            |                     |            |            |            |            | Japan | 3      |        |        |
|  |            |                     | Australien | 6          |            |            |       |        |        |        |
|  | 2          | Volksrepublik China | Australien | 6          | 3          | 8          | 7     |        |        |        |
|  | 2          | Volksrepublik China |            |            |            | 8          | 7     |        |        |        |
|  | 3          | Australien          | 6          | 5          | 8          |            |       |        |        |        |
|  |            |                     |            |            |            | um Platz 3 |       |        |        |        |
|  |            |                     |            |            |            |            |       |        |        |        |
|  |            | Volksrepublik China | 3          |            |            |            |       |        |        |        |
|  |            | Neuseeland          | 8          |            |            |            |       |        |        |        |

Halbfinale, Spiel 1: 6. Dezember, 08:30
| Team                |    | 1 | 2 | 3 | 4 | 5 | 6 | 7 | 8 | 9 | 10 | Gesamt |
| ------------------- | -- | - | - | - | - | - | - | - | - | - | -- | ------ |
| Volksrepublik China | 🔨 | 2 | 0 | 0 | 0 | 0 | 0 | 1 | 0 | 0 | 0  | 3      |
| Australien          |    | 0 | 2 | 0 | 0 | 0 | 0 | 0 | 2 | 1 | 1  | 6      |

| Team       |    | 1 | 2 | 3 | 4 | 5 | 6 | 7 | 8 | 9 | 10 | Gesamt |
| ---------- | -- | - | - | - | - | - | - | - | - | - | -- | ------ |
| Neuseeland | 🔨 | 2 | 0 | 3 | 0 | 2 | 3 | 0 | 0 | 1 | X  | 11     |
| Japan      |    | 0 | 2 | 0 | 2 | 0 | 0 | 2 | 0 | 0 | X  | 6      |

Halbfinale, Spiel 2: 6. Dezember, 13:30
| Team       |    | 1 | 2 | 3 | 4 | 5 | 6 | 7 | 8 | 9 | 10 | Gesamt |
| ---------- | -- | - | - | - | - | - | - | - | - | - | -- | ------ |
| Neuseeland |    | 3 | 0 | 0 | 0 | 0 | 0 | 1 | 0 | 0 | 0  | 4      |
| Japan      | 🔨 | 0 | 1 | 0 | 1 | 1 | 1 | 0 | 2 | 0 | 2  | 8      |

| Team                |    | 1 | 2 | 3 | 4 | 5 | 6 | 7 | 8 | 9 | 10 | Gesamt |
| ------------------- | -- | - | - | - | - | - | - | - | - | - | -- | ------ |
| Australien          | 🔨 | 0 | 0 | 3 | 0 | 0 | 0 | 0 | 2 | 0 | 0  | 5      |
| Volksrepublik China |    | 1 | 0 | 0 | 2 | 1 | 1 | 2 | 0 | 1 | 0  | 8      |

Halbfinale, Spiel 3: 6. Dezember, 18:30
| Team       |    | 1 | 2 | 3 | 4 | 5 | 6 | 7 | 8 | 9 | 10 | Gesamt |
| ---------- | -- | - | - | - | - | - | - | - | - | - | -- | ------ |
| Neuseeland |    | 0 | 0 | 0 | 0 | 0 | 0 | 3 | 1 | 0 | 0  | 4      |
| Japan      | 🔨 | 0 | 0 | 0 | 2 | 2 | 1 | 0 | 0 | 1 | 0  | 6      |

| Team                |    | 1 | 2 | 3 | 4 | 5 | 6 | 7 | 8 | 9 | 10 | Gesamt |
| ------------------- | -- | - | - | - | - | - | - | - | - | - | -- | ------ |
| Australien          | 🔨 | 1 | 0 | 3 | 0 | 1 | 1 | 1 | 0 | 0 | 1  | 8      |
| Volksrepublik China |    | 0 | 2 | 0 | 1 | 0 | 0 | 0 | 2 | 2 | 0  | 7      |

Ranking game for 5th place: 7. Dezember, 09:00
| Team              |    | 1 | 2 | 3 | 4 | 5 | 6 | 7 | 8 | 9 | 10 | Gesamt |
| ----------------- | -- | - | - | - | - | - | - | - | - | - | -- | ------ |
| Südkorea          |    | 0 | 0 | 0 | 0 | 1 | 0 | 0 | 1 | 0 | X  | 2      |
| Chinesisch Taipeh | 🔨 | 0 | 1 | 2 | 2 | 0 | 0 | 1 | 0 | 5 | X  | 11     |

Spiel um Platz 3: 7. Dezember, 09:00
| Team                |    | 1 | 2 | 3 | 4 | 5 | 6 | 7 | 8 | 9 | 10 | Gesamt |
| ------------------- | -- | - | - | - | - | - | - | - | - | - | -- | ------ |
| Volksrepublik China | 🔨 | 0 | 1 | 0 | 0 | 0 | 0 | 0 | 1 | 1 | X  | 3      |
| Neuseeland          |    | 2 | 0 | 0 | 2 | 1 | 1 | 2 | 0 | 0 | X  | 8      |

Finale: 7. Dezember, 13:30
| Team       |    | 1 | 2 | 3 | 4 | 5 | 6 | 7 | 8 | 9 | 10 | Gesamt |
| ---------- | -- | - | - | - | - | - | - | - | - | - | -- | ------ |
| Australien |    | 0 | 1 | 0 | 0 | 1 | 0 | 1 | 3 | 0 | X  | 6      |
| Japan      | 🔨 | 0 | 0 | 1 | 0 | 0 | 1 | 0 | 0 | 1 | X  | 3      |

### Endstand
| Platz | Land                |
| ----- | ------------------- |
| 1     | Australien          |
| 2     | Japan               |
| 3     | Neuseeland          |
| 4     | Volksrepublik China |
| 5     | Chinesisch Taipeh   |
| 6     | Südkorea            |

Für die Weltmeisterschaft 2006 qualifizierten sich also die australische und die japanische Mannschaft.

## Turnier der Frauen

### Teilnehmer
| Australien | Volksrepublik China                                                                                     | Chinesisch Taipeh                                                                                                  |
| --- | --- | --- |
| Fourth: Helen Wright Third: Kim Forge Second: Sandy Gagnon Lead: Gill Lyn Alternate: Cherie Curtis              | Fourth: Wang Bingyu Third: Yue Qingshuang Second: Zhou Yan Lead: Liu Yin Alternate: Chang Wei           | Fourth: Li-Lin Cheng Third: Chia-Hua Ku Second: Li-Yin Lee Lead: Chia-Wen Chang Alternate:                         |
| Japan | Südkorea                                                                                                | Neuseeland |
| Fourth: Yukako Tsuchiya Third: Junko Sonobe Second: Tomoko Sonobe Lead: Chiemi Kameyama Alternate: Mitsuki Sato | Fourth: Ji Suk Kim Third: Ji-Hyun Kim Second: Hyo-Kyeong Lee Lead: Jung-Yun Koo Alternate: Seul-Bee Lee | Fourth: Bridget Becker Third: Brydie Donald Second: Natalie Campbell Lead: Catherine Inder Alternate: Marisa Jones |

### Round Robin
| Datum | Zeit  | Begegnung                        | Resultat |
| ----- | ----- | -------------------------------- | -------- |
| 2.12. | 13:30 | Australien – Südkorea            | 3:9      |
|       |       | Neuseeland – Volksrepublik China | 2:9      |
|       |       | Chinesisch Taipeh – Japan        | 2:10     |
| 3.12. | 09:00 | Chinesisch Taipeh – Australien   | 4:8      |
|       |       | Südkorea – Volksrepublik China   | 7:9      |
|       |       | Japan – Neuseeland               | 8:6      |
|       | 18:00 | Volksrepublik China – Japan      | 8:4      |
|       |       | Australien – Neuseeland          | 4:6      |
|       |       | Südkorea – Chinesisch Taipeh     | 10:4     |

| Datum | Zeit  | Begegnung                               | Resultat |
| ----- | ----- | --------------------------------------- | -------- |
| 4.12. | 13:30 | Chinesisch Taipeh – Neuseeland          | 3:9      |
|       |       | Japan – Südkorea                        | 5:4      |
|       |       | Volksrepublik China – Australien        | 13:2     |
| 5.12. | 09:00 | Volksrepublik China – Chinesisch Taipeh | 7:8      |
|       |       | Japan – Australien                      | 11:1     |
|       |       | Neuseeland – Südkorea                   | 7:6      |

| Platz | Team                | Spiele | Siege | Ndlg. |
| ----- | ------------------- | ------ | ----- | ----- |
| 1.    | Japan               | 5      | 4     | 1     |
| 2.    | Volksrepublik China | 5      | 4     | 1     |
| 3.    | Neuseeland          | 5      | 3     | 2     |
| 4.    | Südkorea            | 5      | 2     | 3     |
| 5.    | Chinesisch Taipeh   | 5      | 1     | 4     |
| 6.    | Australien          | 5      | 1     | 4     |

### Play-off
|  | Halbfinale | Halbfinale          | Halbfinale          | Halbfinale | Halbfinale |            |    | Finale | Finale | Finale |
|  |            |                     |                     |            |            |            |    |        |        |        |
|  | 1          | Japan               | 8                   | 11         |            |            |    |        |        |        |
|  | 4          | Südkorea            | 7                   | 3          |            |            |    |        |        |        |
|  | 4          | Südkorea            | 7                   | 3          |            | Japan      | 10 |        |        |        |
|  |            |                     |                     |            |            | Japan      | 10 |        |        |        |
|  |            |                     | Volksrepublik China | 5          |            |            |    |        |        |        |
|  | 2          | Volksrepublik China | Volksrepublik China | 5          | 10         | 5          | 10 |        |        |        |
|  | 2          | Volksrepublik China |                     |            |            | 5          | 10 |        |        |        |
|  | 3          | Neuseeland          | 3                   | 6          | 5          |            |    |        |        |        |
|  |            |                     |                     |            |            | um Platz 3 |    |        |        |        |
|  |            |                     |                     |            |            |            |    |        |        |        |
|  |            | Neuseeland          | 5                   |            |            |            |    |        |        |        |
|  |            | Südkorea            | 10                  |            |            |            |    |        |        |        |

Halbfinale, Spiel 1: 6. Dezember, 08:30
| Team                |    | 1 | 2 | 3 | 4 | 5 | 6 | 7 | 8 | 9 | 10 | Gesamt |
| ------------------- | -- | - | - | - | - | - | - | - | - | - | -- | ------ |
| Volksrepublik China | 🔨 | 0 | 0 | 3 | 2 | 0 | 2 | 0 | 2 | 1 | X  | 10     |
| Südkorea            |    | 0 | 0 | 0 | 0 | 2 | 0 | 1 | 0 | 0 | X  | 3      |

| Team       |    | 1 | 2 | 3 | 4 | 5 | 6 | 7 | 8 | 9 | 10 | 11 | Gesamt |
| ---------- | -- | - | - | - | - | - | - | - | - | - | -- | -- | ------ |
| Neuseeland |    | 0 | 2 | 2 | 0 | 0 | 0 | 1 | 0 | 0 | 2  | 0  | 7      |
| Japan      | 🔨 | 1 | 0 | 0 | 1 | 1 | 2 | 0 | 1 | 1 | 0  | 1  | 8      |

Halbfinale, Spiel 2: 6. Dezember, 13:30
| Team       |    | 1 | 2 | 3 | 4 | 5 | 6 | 7 | 8 | 9 | 10 | Gesamt |
| ---------- | -- | - | - | - | - | - | - | - | - | - | -- | ------ |
| Neuseeland | 🔨 | 1 | 0 | 1 | 0 | 1 | 0 | 0 | 0 | 0 | X  | 3      |
| Japan      |    | 0 | 2 | 0 | 2 | 0 | 2 | 2 | 1 | 2 | X  | 11     |

| Team                |    | 1 | 2 | 3 | 4 | 5 | 6 | 7 | 8 | 9 | 10 | Gesamt |
| ------------------- | -- | - | - | - | - | - | - | - | - | - | -- | ------ |
| Volksrepublik China |    | 0 | 0 | 3 | 0 | 1 | 0 | 1 | 0 | 0 | 0  | 5      |
| Südkorea            | 🔨 | 0 | 1 | 0 | 1 | 0 | 1 | 0 | 1 | 1 | 1  | 6      |

Halbfinale, Spiel 3: 6. Dezember, 18:30
| Team                |    | 1 | 2 | 3 | 4 | 5 | 6 | 7 | 8 | 9 | 10 | Gesamt |
| ------------------- | -- | - | - | - | - | - | - | - | - | - | -- | ------ |
| Volksrepublik China | 🔨 | 0 | 2 | 0 | 3 | 0 | 3 | 1 | 0 | 1 | X  | 10     |
| Südkorea            |    | 0 | 0 | 1 | 0 | 2 | 0 | 0 | 2 | 0 | X  | 5      |

Ranking game for 5th place: 7. Dezember, 09:00
| Team              |    | 1 | 2 | 3 | 4 | 5 | 6 | 7 | 8 | 9 | 10 | Gesamt |
| ----------------- | -- | - | - | - | - | - | - | - | - | - | -- | ------ |
| Australien        | 🔨 | 6 | 0 | 2 | 0 | 0 | 0 | 0 | 1 | 0 | 0  | 9      |
| Chinesisch Taipeh |    | 0 | 1 | 0 | 2 | 1 | 1 | 2 | 0 | 1 | 2  | 10     |

Spiel um Platz 3: 7. Dezember, 09:00
| Team       |    | 1 | 2 | 3 | 4 | 5 | 6 | 7 | 8 | 9 | 10 | Gesamt |
| ---------- | -- | - | - | - | - | - | - | - | - | - | -- | ------ |
| Südkorea   |    | 1 | 0 | 3 | 1 | 1 | 0 | 4 | 0 | 0 | 0  | 10     |
| Neuseeland | 🔨 | 0 | 1 | 0 | 0 | 0 | 1 | 0 | 3 | 1 | 0  | 6      |

Finale: 7. Dezember, 13:30
| Team                |    | 1 | 2 | 3 | 4 | 5 | 6 | 7 | 8 | 9 | 10 | Gesamt |
| ------------------- | -- | - | - | - | - | - | - | - | - | - | -- | ------ |
| Japan               |    | 0 | 2 | 2 | 1 | 0 | 0 | 2 | 0 | 2 | 1  | 10     |
| Volksrepublik China | 🔨 | 1 | 0 | 0 | 0 | 1 | 2 | 0 | 1 | 0 | 0  | 5      |

### Endstand
| Platz | Land                |
| ----- | ------------------- |
| 1     | Japan               |
| 2     | Volksrepublik China |
| 3     | Südkorea            |
| 4     | Neuseeland          |
| 5     | Chinesisch Taipeh   |
| 6     | Australien          |

Für die Weltmeisterschaft 2006 qualifizierten sich also die japanische und die chinesische Mannschaft.